# 仲曦东
仲曦东（1915年—1984年），山东黄县人，中华人民共和国政治人物、外交官。1972年至1982年担任中华人民共和国外交部副部长。
曾任中国人民解放军军事学院政治系主任。1955年，授予中国人民解放军少将。1961年任中華人民共和國駐捷克斯洛伐克社會主義共和國大使。1969年，接替何英，改任中华人民共和国驻坦桑尼亚大使。